# Córdoba (Spania)
- Articolul se referă la orașul Córdoba din Spania. Pentru orice alte sensuri, vedeți Córdoba (dezambiguizare).

Córdoba (pronunție spaniolă: [ˈkoɾðoβa]) este un oraș în Andaluzia, Spania.
Centrul vechi istoric al Córdobei a fost înscris în anul 1984 pe lista patrimoniului cultural mondial UNESCO. Monumentul reprezentativ al orașului este Moscheea-Catedrală.
Tot în lista UNESCO destinată patrimoniului cultural imaterial, este adăugată, din 2012, ”Serbarea curților cu flori” din acest oraș spaniol.

## Locuri și monumente

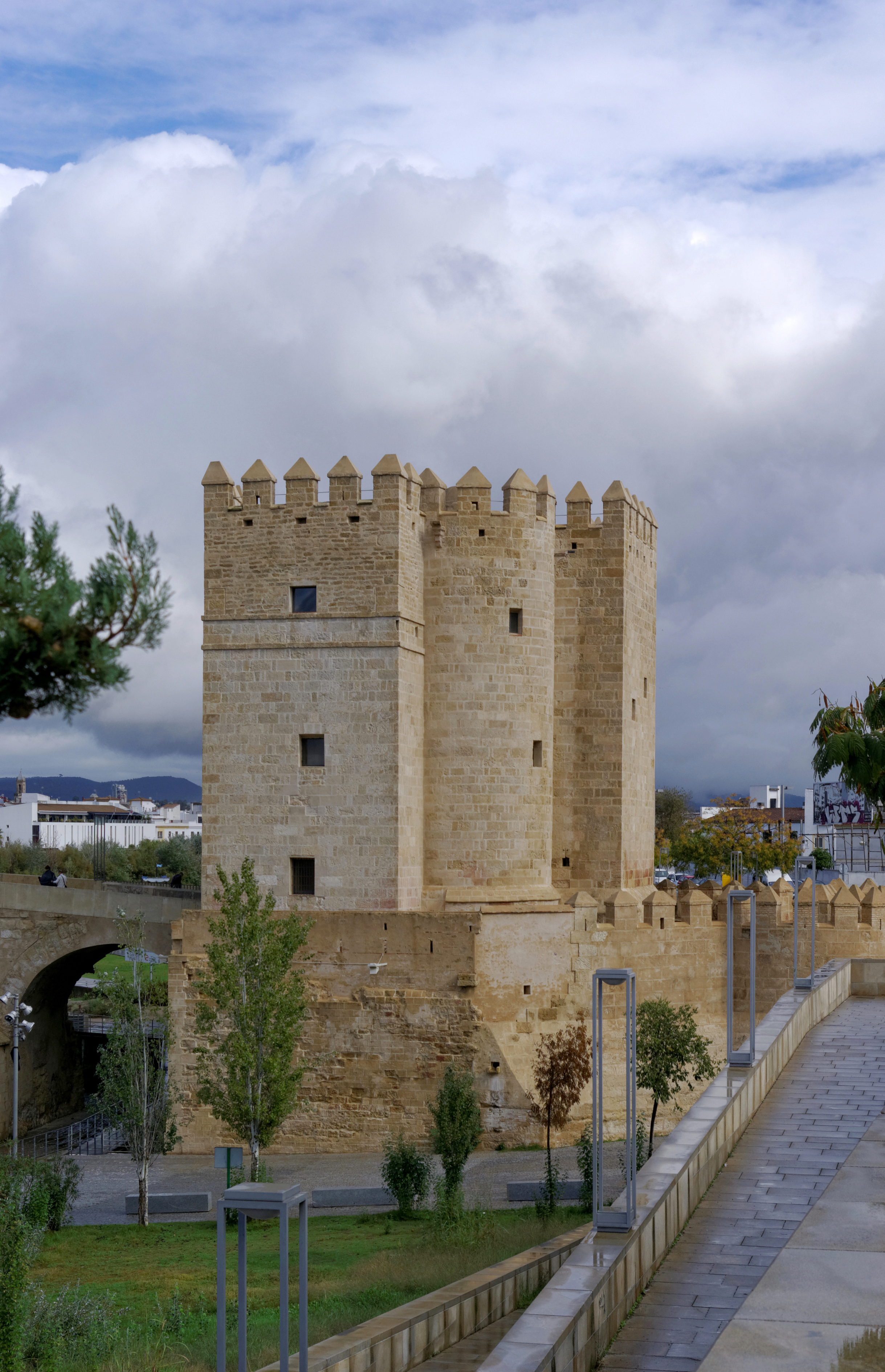
Torre de la Calahorra (Córdoba)
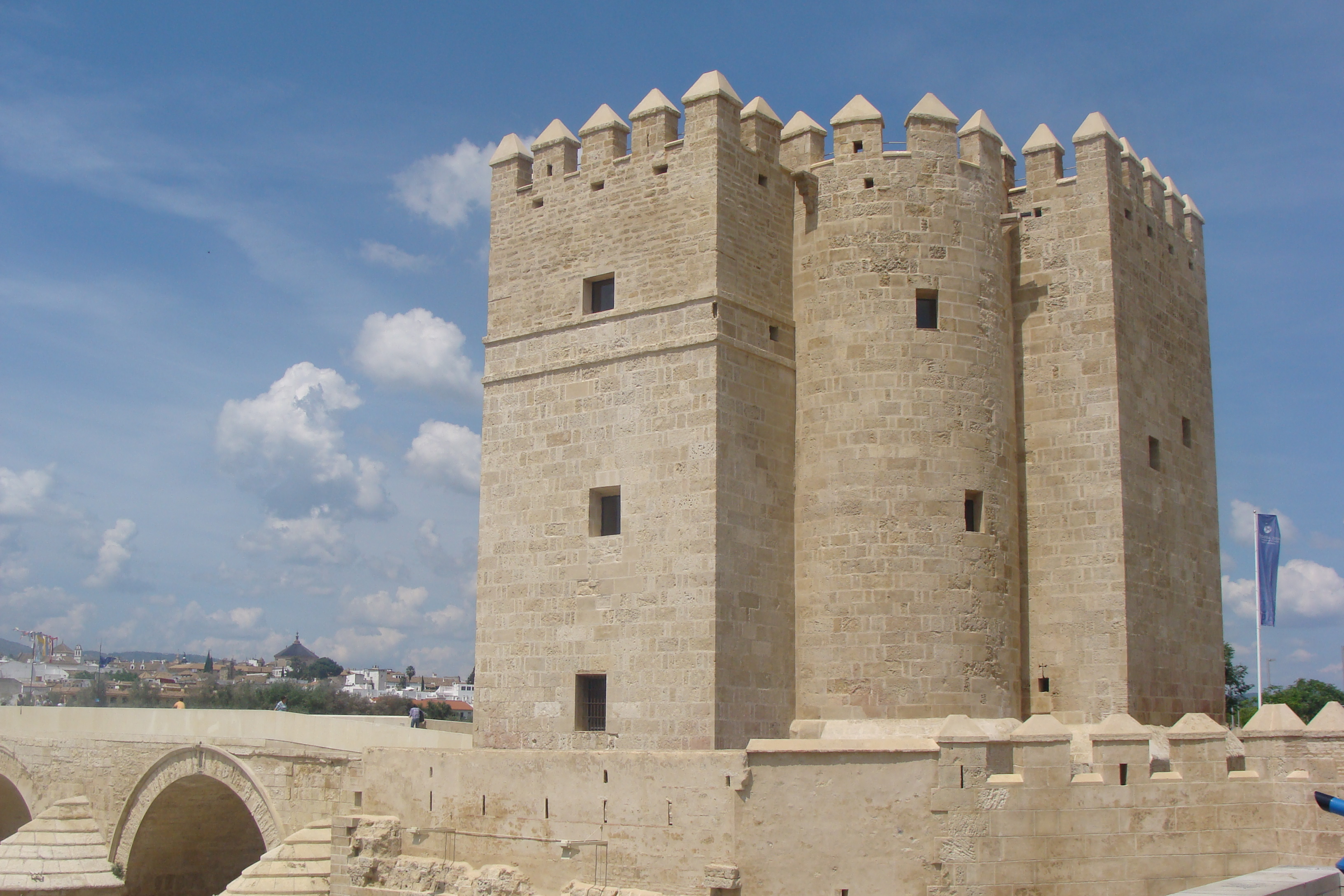
Torre de la Calahorra de Córdoba
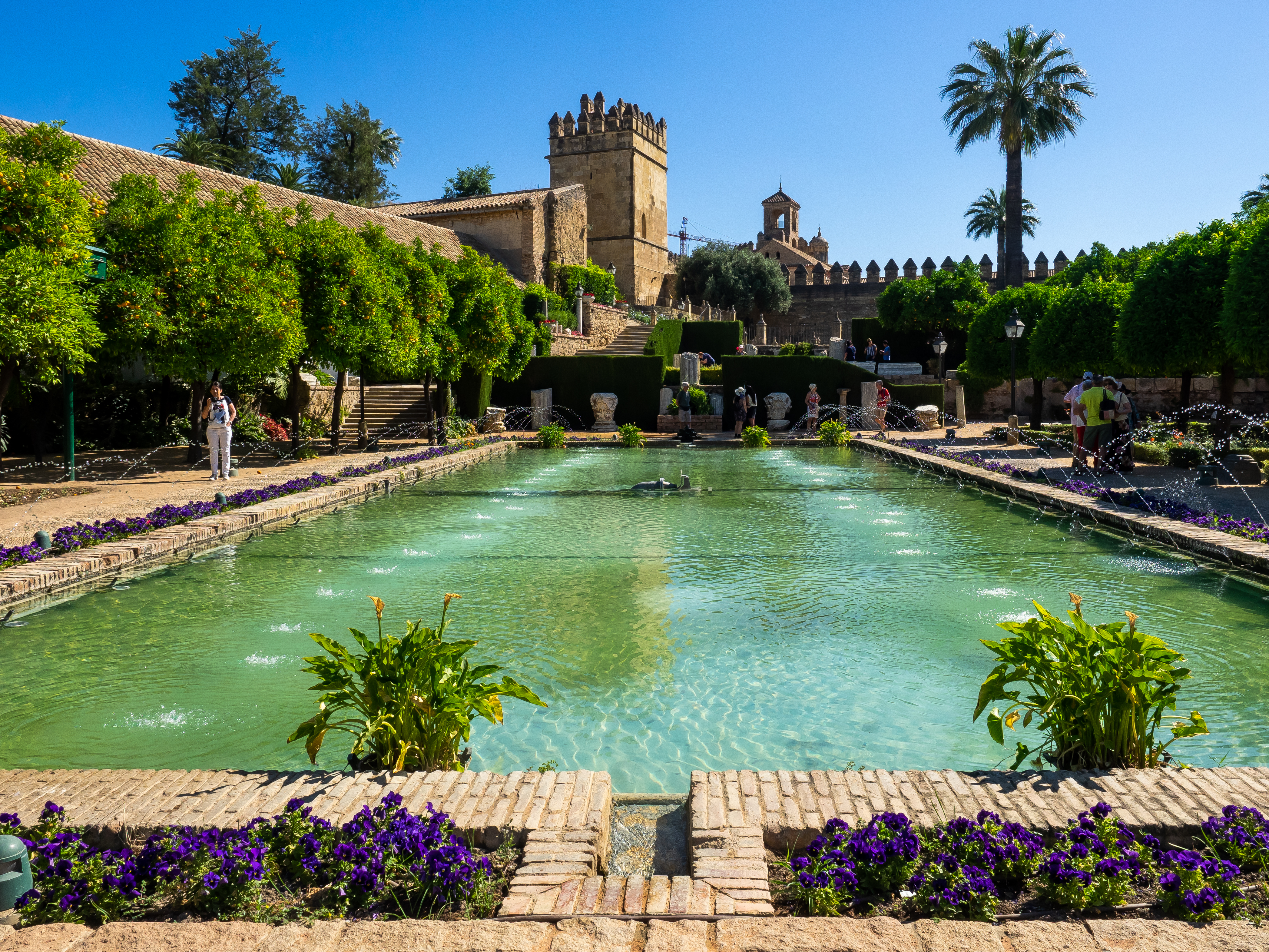
Grădina din Alcázar de los Reyes Cristianos
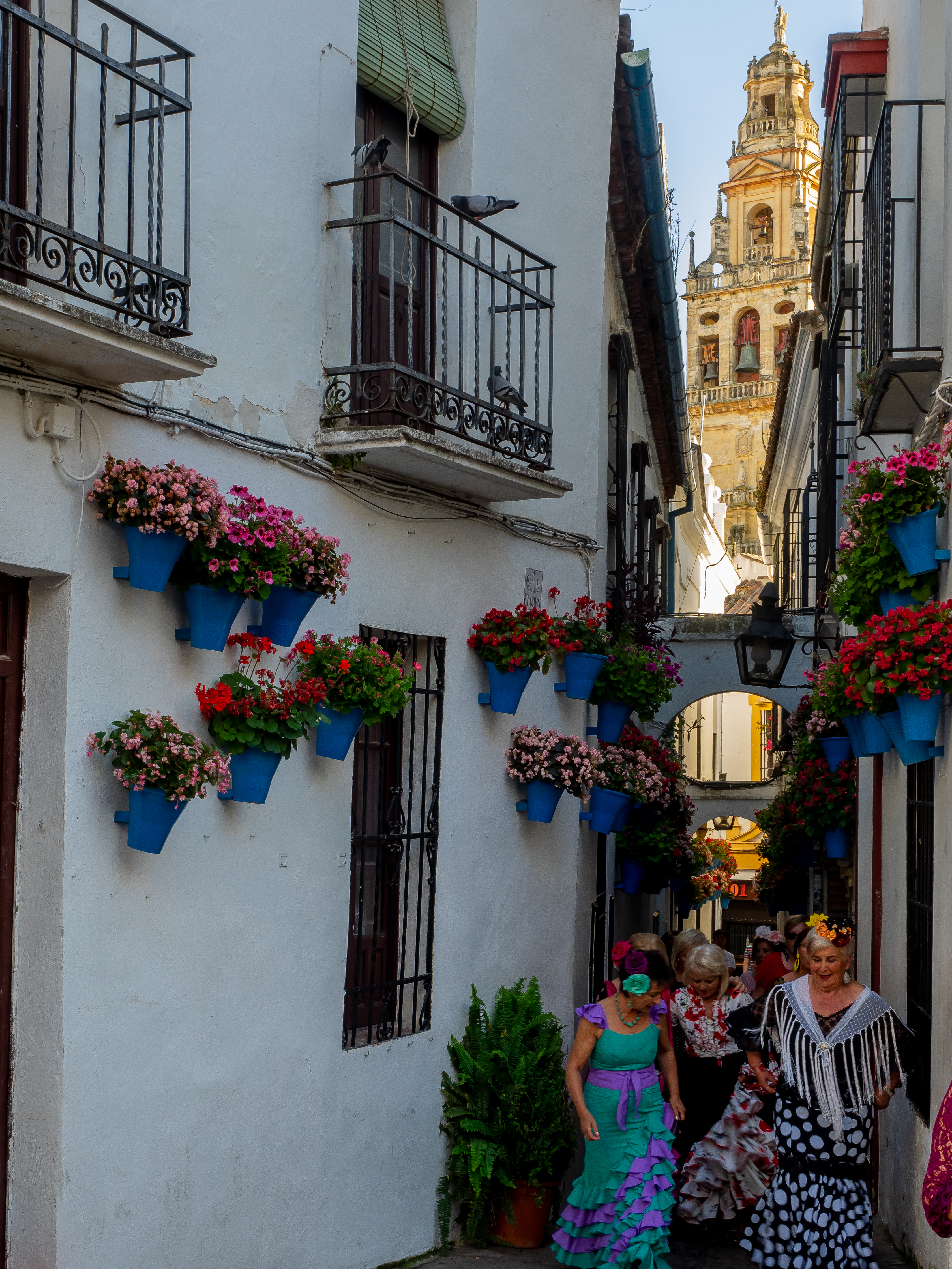
Calleja de las Flores, cu turnul Catedralei pe fundal
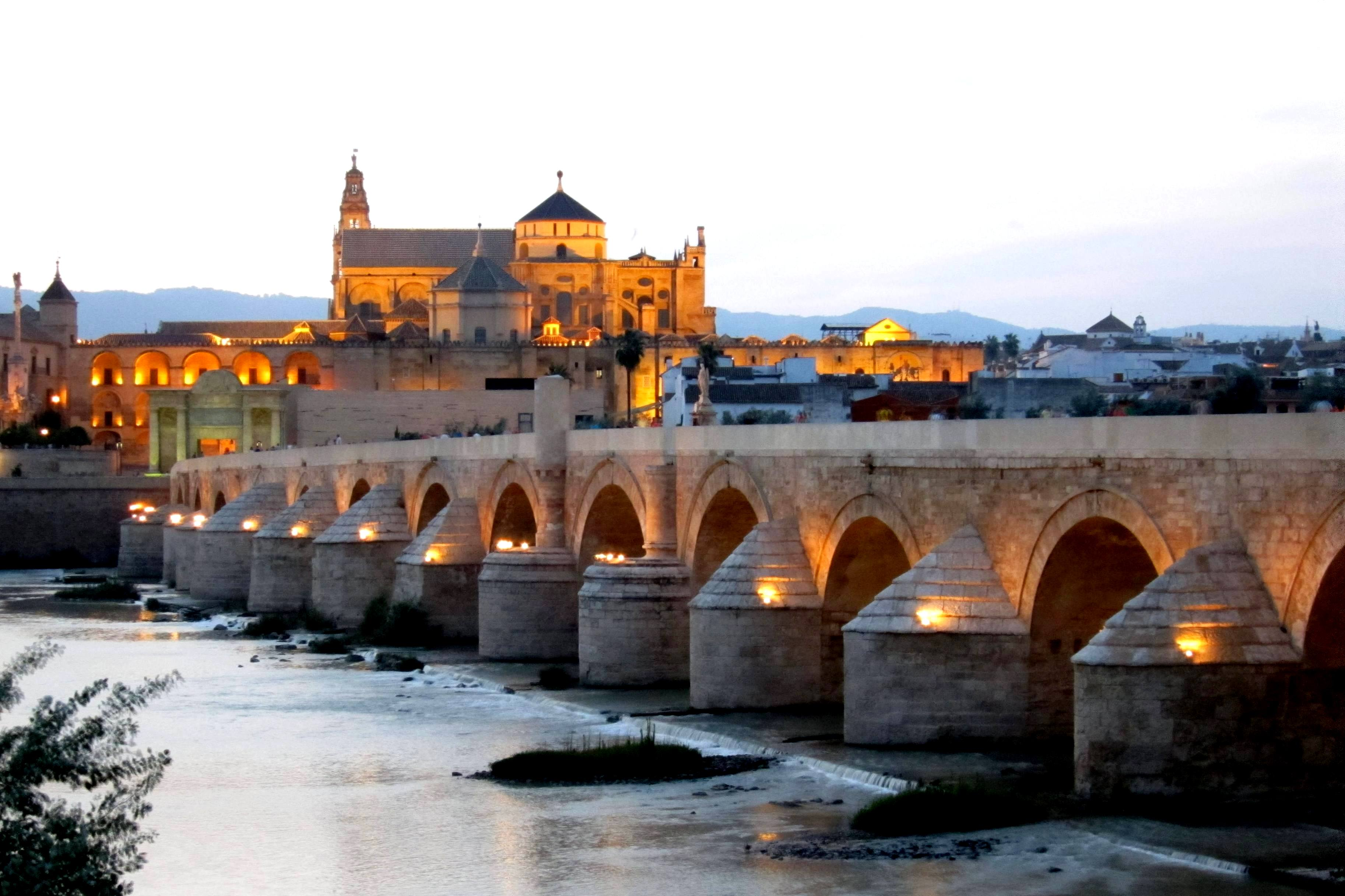
Puente romano de Córdoba

## Personalități născute aici
- India Martínez (n. 1985), cântăreață
- Seneca (4 i.Hr.- 65 d. Hr.) filosof roman